# Vlagtwedde
Vlagtwedde es una localidad y antiguo municipio de la provincia de Groninga al norte de los Países Bajos. El municipio tenía una superficie de 170,30 km², de los que 1,24 km² cubiertos por el agua. En marzo de 2014 contaba con una población de 15.858 habitantes. El 1 de enero de 2018 se fusionó con Bellingwedde para crear el nuevo Westerwolde.
El municipio se creó provisionalmente en 1798 y en 1807 obtuvo su reconocimiento. El concejo se hallaba inicialmente en Bourtange y su jurisdicción se extendía a Klooster Ter Apel, Sellingen, Bourtange, Onstwedde, Vlagtwedde y Wedde. Con la ocupación francesa se separaron Bourtange y Vlagtwedde, pero en 1822 Bourtange con sus aldeas —Ter Apel, Bourtange y Sellingen— se incorporaron a Vlagtwedde.
El municipio contaba con unos sesenta núcleos de población oficiales. Los principales de ellos son Ter Apel, que con cerca de 6000 habitantes era el mayor del municipio, Vlagtewedde y Sellingen, donde se asentaba el ayuntamiento, con poco más de mil habitantes. Desde el punto de vista histórico y turístico destaca el pueblo fortificado de Bourtange.

## Galería

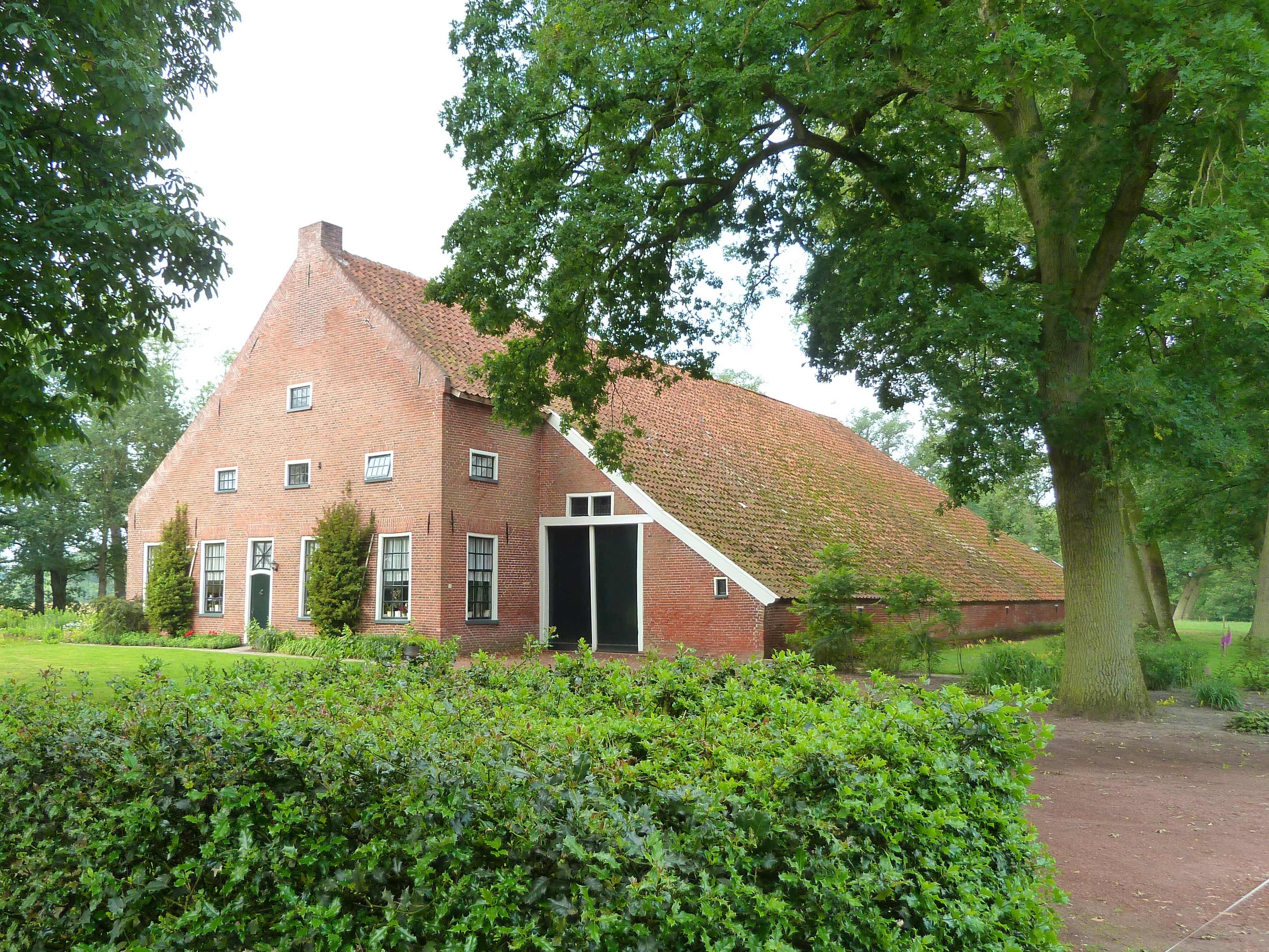
Granja Westerwoldse en Ter Borg (1826)
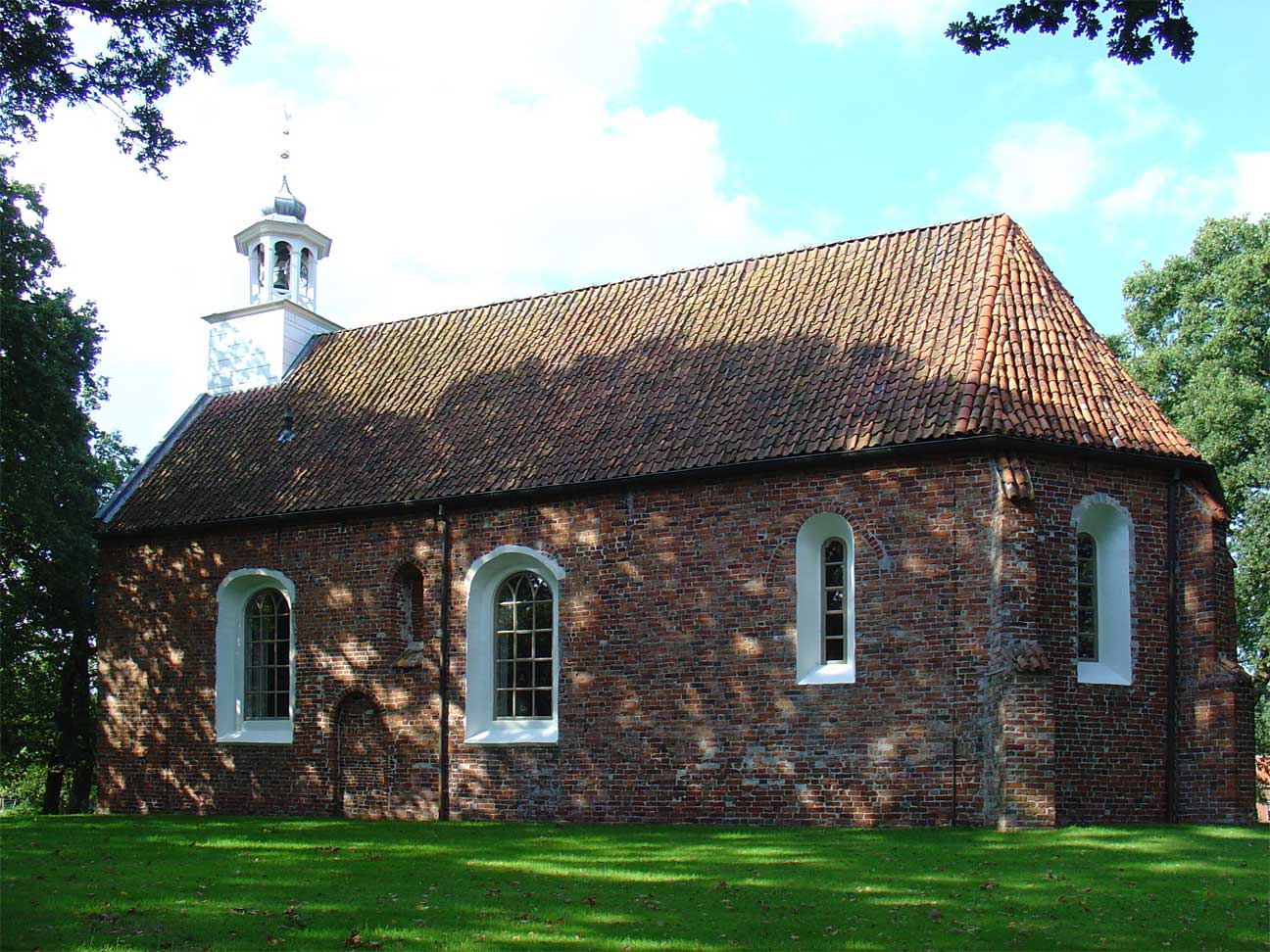
Sellingen, iglesia.
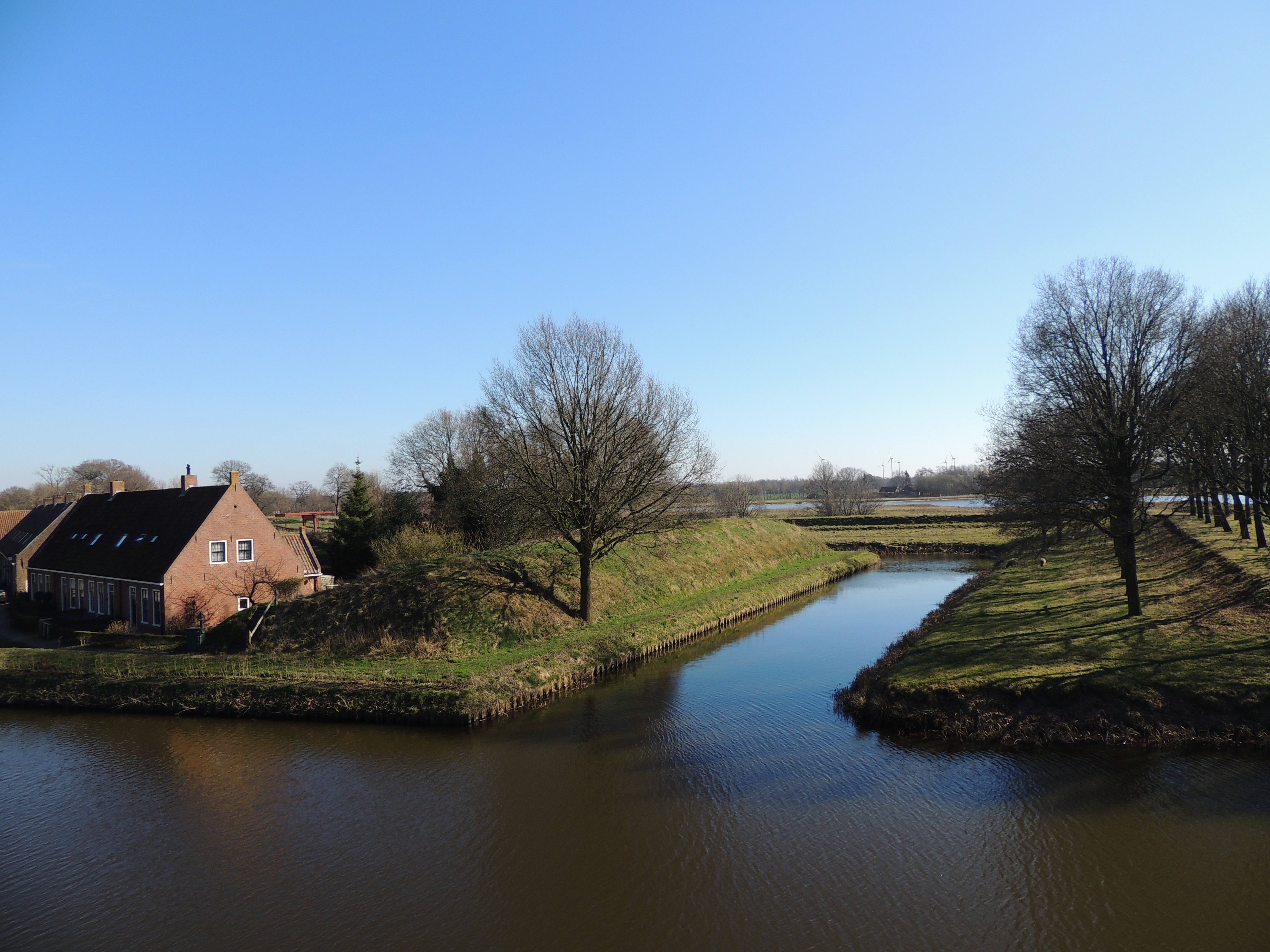
Bourtange.